# 아우스빌둥

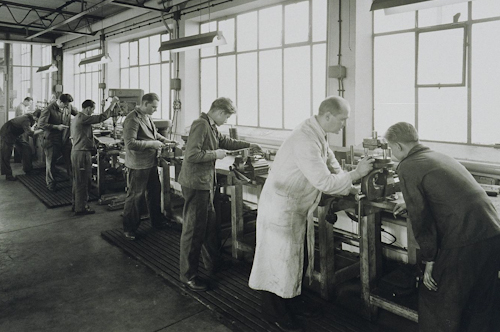
아우스빌둥 교육 현장

아우스빌둥(Ausbildung-쌍둥이교육)은 이원적 시스템(Duales System)을 지닌 독일의 기술 인력 교육을 의미한다. 아우스빌둥은 직업학교에서의 이론교육과 기업현장에서의 실습교육으로 이루어져 있다. 아우스빌둥은 학교에서 배운 이론을 산업현장에 바로 적용하고, 학생들이 스스로 실무와 이론을 연계시킬 수 있다는 점에서 의의가 있다. 아우스빌둥은 2004년 독일의 교육기관과 기업들이 함께 직업교육에 관한 협의서를 채택하면서 본격화되었다. 아우스빌둥에서는 교육부나 교육청, 학교 대신에 기업과 IHK(독일의 상공회의소 ; Industrie und Handelskammer)가 교육의 큰 부분을 담당한다. 아우스빌둥에서 다루는 직종은 2010년 기준으로 모두 345개로써, 제빵사, 미용사, 자동차 정비공, 치과기공사, 언어치료사, 사회복지사, 경찰, 은행원, 공무원 등 그 범위가 다양하다. 이렇게 직업교육을 받은 학생 수는 한 해 150만명(2010년 기준)으로, 22세 이하 청년 중 약 75%의 인원이다. 독일이 매년 아우스빌둥에 들이는 비용은 연간 108억 유로(약 15조 8000억원·2007년 기준)로 전체 국내총생산의 0.4%에 해당한다. 현재 독일 직업교육인 아우스빌둥은 세계 30여개국에서 관심을 보이고 있으며, 많은 국가들에서 연구 및 도입 중이다.

## 전제조건
직업학교인 하우프트슐레(Hauptschule), 실과학교인 레알슐레(Realschule)를 마친 5~10학년(대략 10~16살) 학생들은 3년간 아우스빌둥의 혜택을 받을 수 있다. 아우스빌둥에 참가하기 위해서는 우선 학생이 스스로 산업체에 지원해야 한다. 이 때 노동청(Arbeitsamt)은 학생들의 산업체 선정을 도와준다. 법적으로 특별히 정해진 자격요건은 없으나 기업이 지원자를 선택할 때에는 학교성적을 고려하므로, 학교 졸업증이 없이는 직업교육자리를 찾는 것이 어렵다. 몇몇 직업, 예를 들면 상업분야는 최소한 중등1과정 졸업(중학교)을 요구한다. 아쭈비(Auszubildende) 혹은 레어링(Lehrling)이라는 직업학생으로 계약하고 취업을 하면, 학생들은 그 후에 자신이 배우고자 하는 학과가 있는 중등기술학교(Berufskolleg)에 등록한다.

## 이원적 직업교육
아우스빌둥을 이수하는 학생들은 중등기술학교와 기업을 동시에 다니게 된다. 일주일에 3~4일은 기업 현장에서 일과 직접 연결되는 기술훈련을 받는다. 기업 현장은 상공업, 산업, 소매업, 행정부처, 병원, 변호사 사무소, 공공기관 등 그 범위가 넓다. 학생들은 아쭈비(Auszubildende)나 레어링(Lehrling)으로 불리는 실습생으로 일하면서 실무를 배운다. 기업 현장에서는 직업교육 담당자나 교육학을 이수한 마이스터가 직업교육생을 가르친다. 거의 대부분 처음에는 허드렛일부터 시작하며 차츰 전문적인 기술이나 지식을 배워나간다. 직업별로 각각 회사, 학교에서 가르쳐야 할 학습내용이 법적으로 세세하게 정해져 있다. 상공회의소에서 직접 기업과 직업교육 내용을 조율한다. 나머지 1~2일은 이론만 가르치는 중등기술학교에서 필수적인 이론 교육을 받는다. 전문기술학교에서 청소년들은 전공 관련 수업 외에도 수학, 경영학, 독일어나 사회학 같은 일반 과목을 수강한다. 거의 대부분의 직종에서 직업교육은 3년이나 3년 반이 걸린다. 인턴쉽 경험이 있거나 경력인정(Anerkennungsjahr)을 받은 경우 직업교육 과정을 단축할 수도 있다.

## 법적 근거
기업 관련 직업교육은 직업교육법, 수공업법, 청소년노동보호법에 따라 전 독일 내에 통일적으로 규정되어있다. 직업교육법, 수공업법에 따르면 18세 이하의 청소년들은 국가에서 인정하는 직업교육만 받을 수 있다. 이는 국가가 직업교육의 질을 보장하기 위해서이다. 직업교육법에는 직업교육의 기간, 내용(Qualifikation), 그리고 편성과 졸업 시험요구 등이 규정되어 있다. 또한 직업교육을 받는 청소년들은 청소년 노동보호법에 의해 시간초과나 사고, 건강, 윤리적인 위험으로부터 보호받는다. 직업교육 시작 이전에는 서면으로 교육계약을 맺어야 한다. 미성년자일 경우에는 학부모도 서명을 해야 한다. 중등기술학교 관련법은 주(州) 정부의 학교 법을 따른다. 교육기간 중에 실습생들은 보험(건강, 간호, 연금, 실업, 사고)에 가입된다. 단 학교에서 직업교육이 이루어지는 경우는 실업보험이 제외된다.

## 재정적 뒷받침
청소년들은 직업교육 보수를 받는다. 보수는 임금률에 따라 월당 약 205 – 920유로로 규정되어 있다. 보수는 직업마다 금액의 차이가 있다. 직업교육 기간 중에는 보험(건강, 간호, 연금, 실업, 사고)에 가입된다. 직업교육 학생 부담 비용은 학습자료, 식사, 작업복, 교통비이다. 어떤 기업에서는 이런 비용을 위해 보조금(Zuschuesse)을 지원한다.

## 아우스 빌둥과 기업
독일에서는 중세시대 길드의 영향으로, 현장의 기술 인력은 기업이 직접 양성하는 것이 오랜 전통이다. 이 때문에 직업교육 시스템의 운영에는 기업의 역할이 매우 크다. 현재 독일 기업의 절반 정도가 자체적으로 실습생을 교육하고 있으며, 대기업에는 실습장이 있는 별도의 직업교육센터를 갖추고 있다. 정부는 실습생을 많이 뽑는 기업에게 지원금을 주고, 그렇지 않은 기업에게는 아우스빌둥에 참여하도록 압박한다.

## 참고 문헌
- 이 진희, 《독일사회와 문화》, 한국문화사, 2009
- 정 서린, 서울신문《“임시직은 미봉책일 뿐 평생의 터전 만들어야 한국의 실업난 극복될 것”》, 2012-01-25, http://www.seoul.co.kr//news/newsView.php?code=seoul&id=20120125008002&keyword=요하네스
- 주독일 대한민국 대사관, https://web.archive.org/web/20120906033733/http://deu.mofat.go.kr/korean/eu/deu/main/index.jsp